# Kralj Knut i plima
Priča o kralju Knutu i plimi je apokrifna anegdota koja ilustrira pobožnost ili poniznost kralja Knuta Velikog, koju je u 12. st. zabilježio Henry iz Huntingdona.
Knut Veliki danski kralj Engleske 1017. – 35., Danske 1018. – 35., Norveške 1028. – 35. Iako je bio Danac, najuspješniji je kralj anglo-saksonske povijesti.

## Legenda
O kralju Knutu postoji apokrifna legenda koja ga prikazuje kao razborita vladara koji je svojim dvorjanima laskavcima pokazao i dokazao da nije svemoćan, da nema moć nad prirodnim pojavama (nadolazećom plimom). Umoran od slušanja hvalospjeva kojima su ga njegovi dvorjani svakodnevno obasipali, odlučio im je očitati bukvicu. Postavio je prijestolje pored mora i naredio je plimi da se zaustavi. Ne poštujući naredbu kralja, plima nije stala te je smočila kraljeve noge. Tada kralj reče: “Neka svi znaju koliko je isprazna i bezvrijedna moć kraljeva. Samo On, komu se nebo, zemlja i more pokoravaju vječnim zakonima, vrijedan je imena koje nosi." Ovjesio je krunu na raspelo i nikad ju više nije nosio „Bogu, svemoćnom Kralju u čast.“ 
Legenda se često koristi u kontekstu kada se ukazuje da je uzaludno „pokušati zaustaviti plimu“, tj. neki neumoljivi događaj. 

## Poslovične aluzije
Priča je primjer kako se prepričavanjem može legendama izvrnuti smisao. Namjera je priče prikazati Kralja Knuta kao pobožnu i poniznu osobu, koja je svjesna svoje ograničene moći u usporedbi s Božjom. Organizirajući scenu s plimom on zna što će se dogoditi, ali to čini kako bi prekorio laskavce kojima je okružen. Kasnije se događaj iskrivljeno prikazuje, a Knut postaje arogantna osoba koja je uvjerena u svoje nadnaravne moći vladanja prirodnim zakonima. Tako je jedan izuzetan kralj postao predmetom smijeha. U ovom se kontekstu legenda često koristi za političare koji sebe smatraju toliko moćnim da mogu zaustaviti plimu nečega što nadolazi.

## Povijesna istinitost i vjerojatna lokacija
Prvi pisani opis događaja nalazimo u djelu Historia Anglorum Henryja iz Huntingdona. Nema dokaza je li se događaj uistinu i dogodio. Neki povjesničari smatraju da se radi o pukoj priči koja nema uporište u činjenicama, jer je u 12. stoljeću bilo uobičajeno da povjesničari izmišljaju priče o kraljevima iz doba Anglosasa. Događaj ne spominje ni Encomium Emmae iz istog vremena (11. st.), što se uzima kao 
pokazatelj ne povijestnosti događaja. Događaj se često smješta na Thorney Island (maleni otočić na Temzi na kojemu su kasnije izgrađeni Westminsterska opatija i Westminsterska palača), na kojem je za vrijme svoje vladavine Knut podigao svoju palaču. Postoje i kontradiktorne lokacije. U ulici Canute Road u centru Southamptona stoji natpis "Blizu ovog mjesta 1028.g. Knut je kudio svoje dvorjane." Pravo na lokaciju prisvajaju i Bosham u zapadnom Sussexu i Gainsborough u Lincolnshireu.

## Vanjske poveznice
- [neaktivna poveznica]